# Lima (modelltåg)
Lima SpA (akronym för Lavorazione Italiana Metalli e Affini) var ett italienskt företag som från 1953 tillverkade modelljärnvägar och tillbehör. Företaget grundades strax efter andra världskriget som ett metallgjuteri som tillverkade delar bl.a. till de italienska statsjärnvägarna, men även en del leksaker. År 1953 kom de första ganska primitiva urverksdrivna modelltågen, och 1956 de första elektriska. Sortimentet omfattade tåg i skalorna H0 (1:87), N (1:160) och 0 (1:45).  Huvudfabriken låg i Vicenza.
Lima ansågs av modellrallarna vara ett lågprismärke med lägre kvalitet än andra modelljärnvägsfabrikat [källa behövs].
Överraskande var dock några av de svenska modellerna väldigt väldetaljerade och förebildstrogna. Dessa egenskaper tillskrevs främst det svenska dieselloket T43 samt elloket Ra samt de svenska personvagnarna. Sedermera blev även modellerna från Lima dyra, även om kvaliteten inte var i relation till prishöjningarna.
Limas svenska distributör marknadsförde sina modeller och nybörjarsatser främst som ett insteg till hobbyn för de yngre modellrallarna. Under tidigt 1970-tal kunde man köpa tågsatser med Rc-loket, några svenska person- eller godsvagnar, en rälsoval och ett batteridrivet köraggregat för en mycket billig penning. Ofta såg man annonser för Limas produkter i serietidningar som Fantomen och Kalle Anka & Co.
Efter att företaget gick i konkurs 2004 uppköptes konkursboet av brittiska Hornby. Delar av sortimentet tillverkas numera i Kina för deras räkning.
Lima var i Sverige mest kända för modeller av de elektriska Ra- och Rc-loken samt det dieselektriska T43-loket. Även Statens Järnvägar (SJ) personvagnar från 1960-talet samt ett flertal godsvagnar gavs ut i modell av Lima. Det var ganska enkla modeller. Lokkorgen var relativt detaljerad, men drivningen var av enklare slaget, en motor med plasthölje. Dragkraften var låg då chassiet var relativt lätt. Än idag är dock modellerna eftertraktade, modellrallarna har Limas lok som utgångspunkt för mer eller mindre ofattande ombyggnader, det är främst lokens drivlina som byts ut, och på marknaden finns några olika färdigbyggda drivenheter som passar i loken.

## Bildgalleri

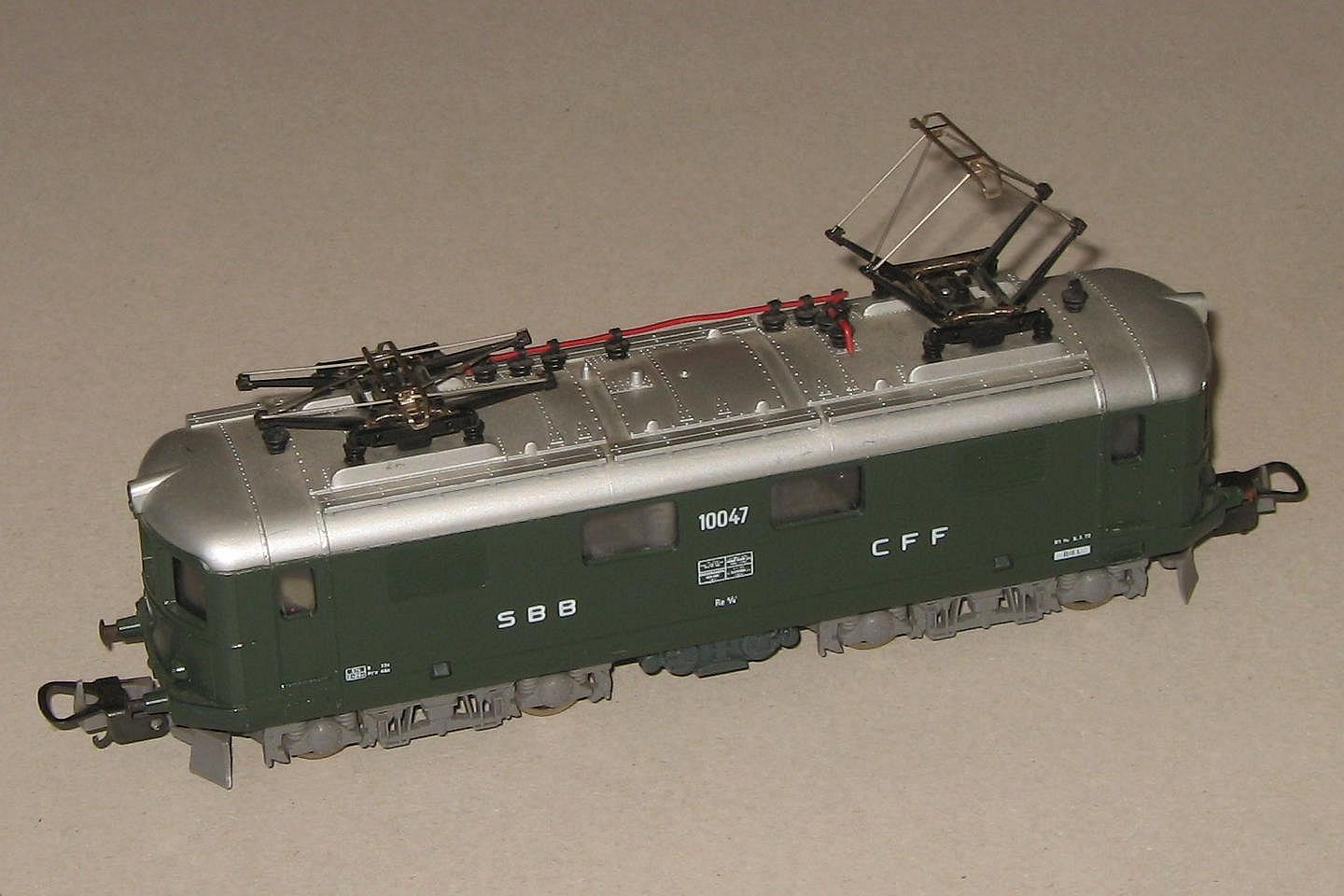
Re 4/4 I (SBB-CFF-FFS).
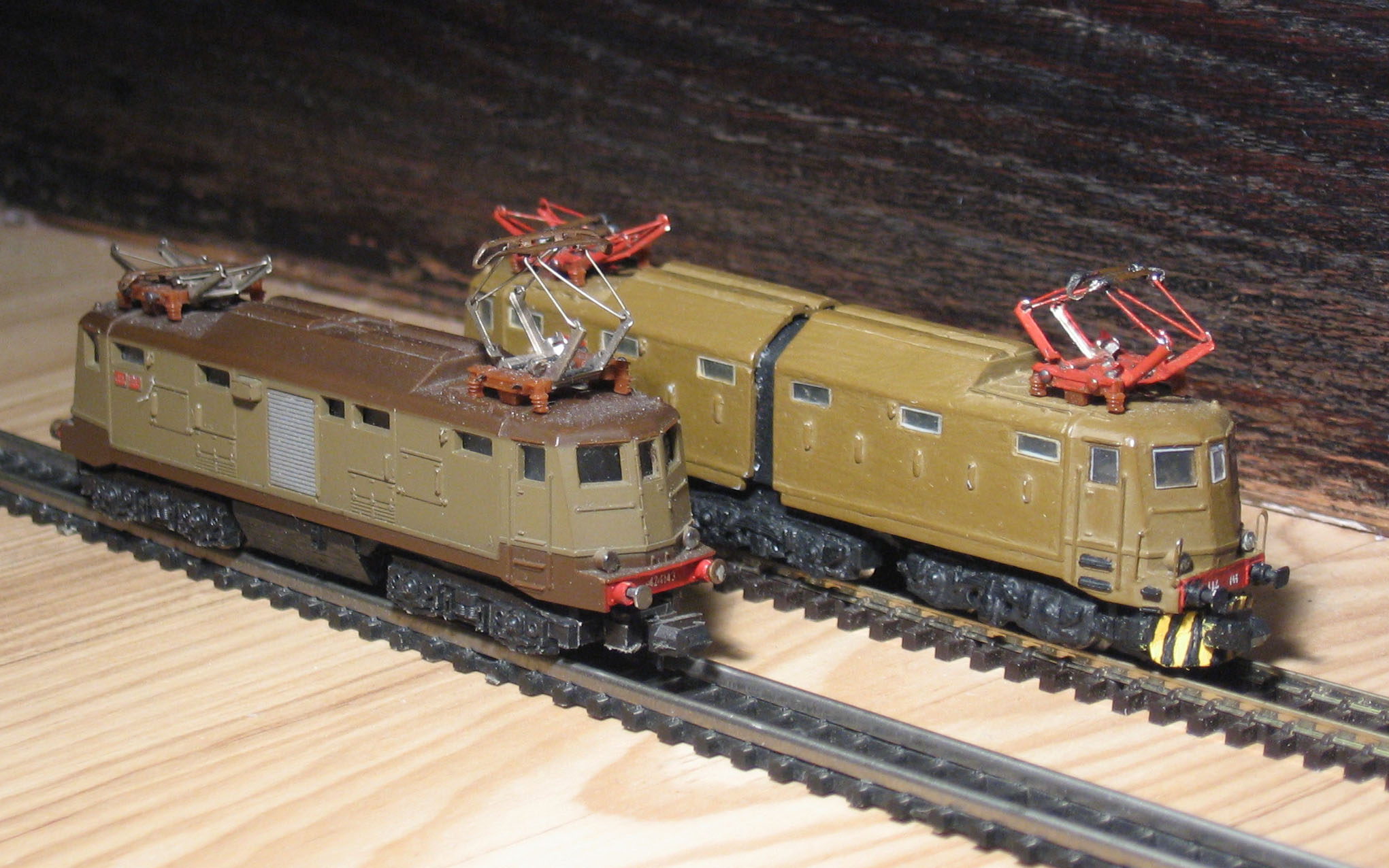
E424 och E636 (FS).
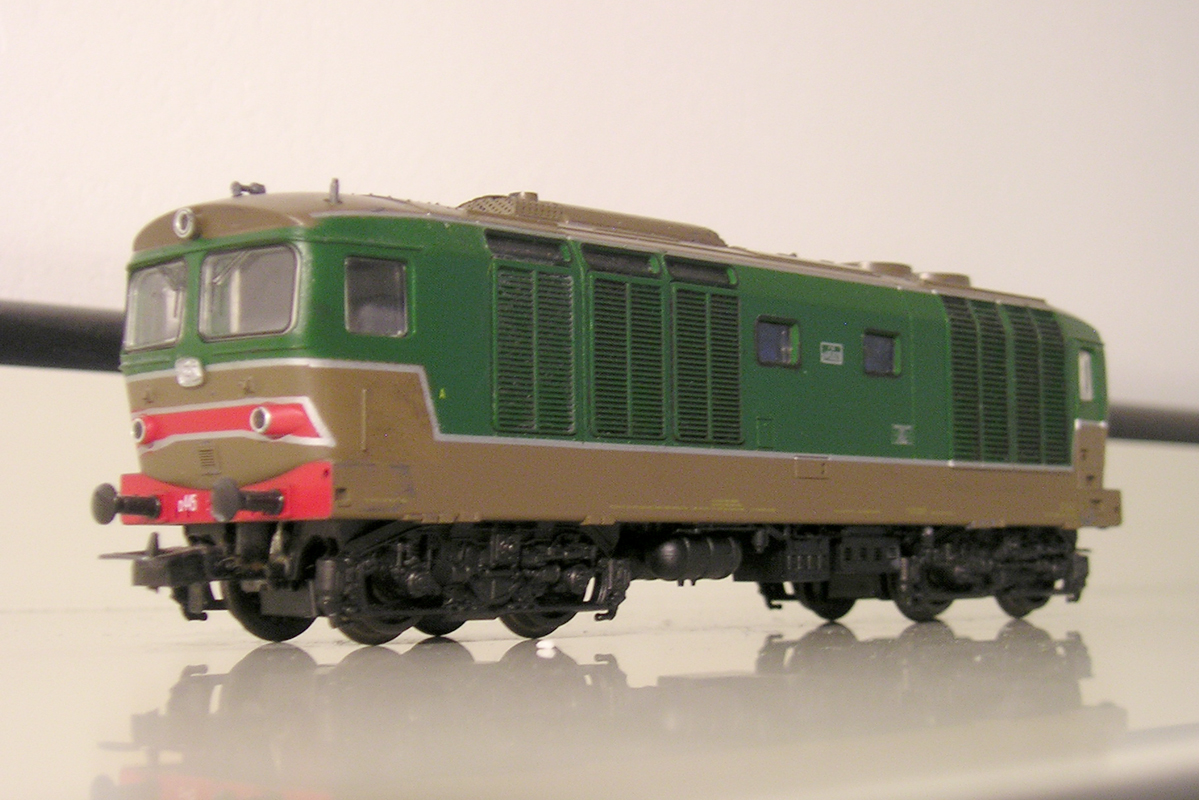
D.445 (FS).
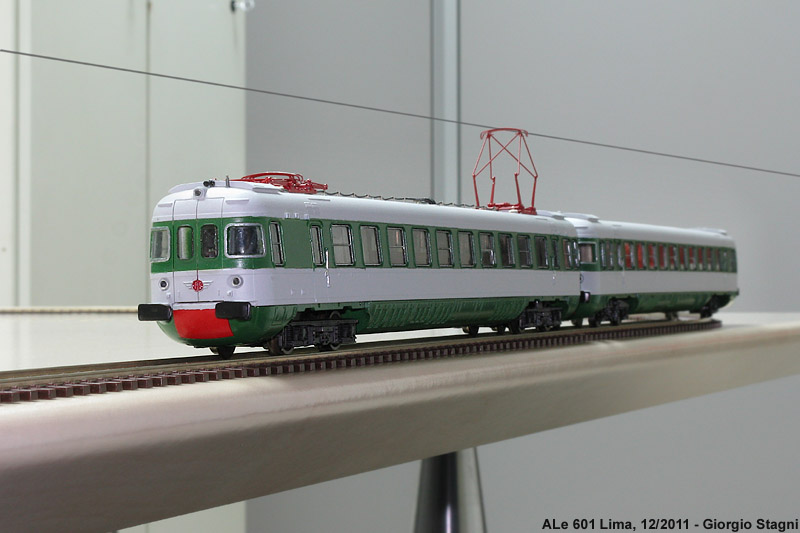
Ale 601 /FS).
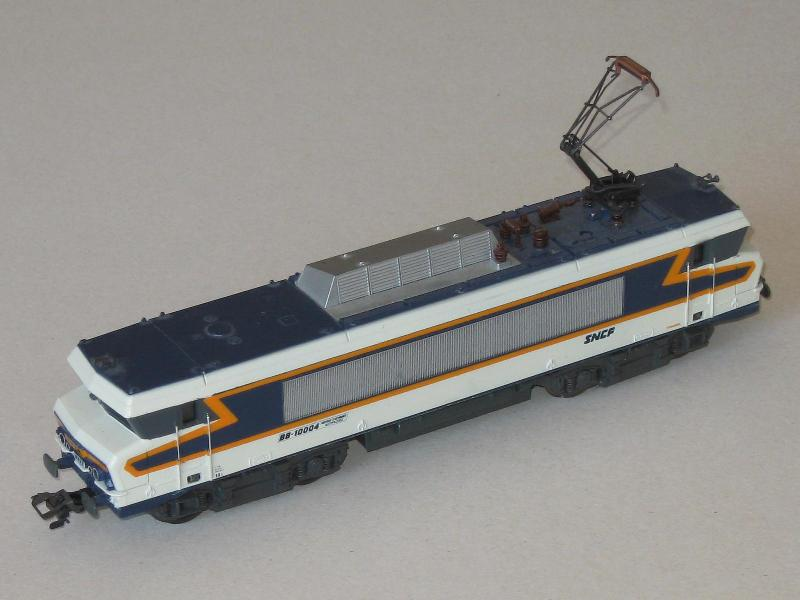
BB 10004 (SNCF).
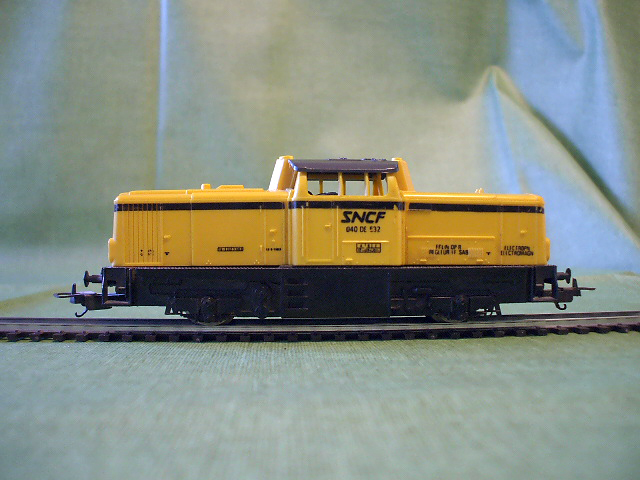
Diesellok (SNCF).
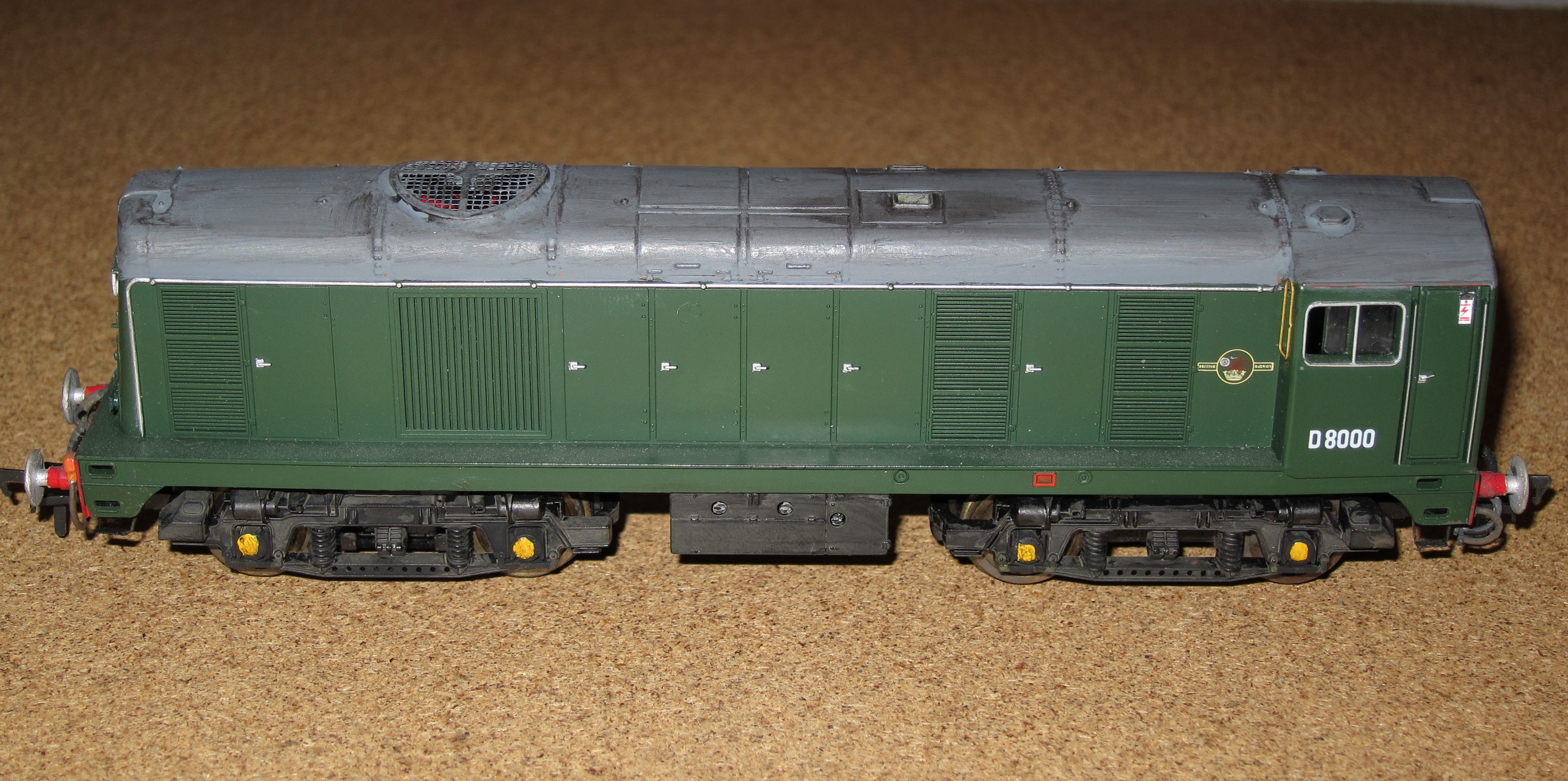
Class 20 (BR).
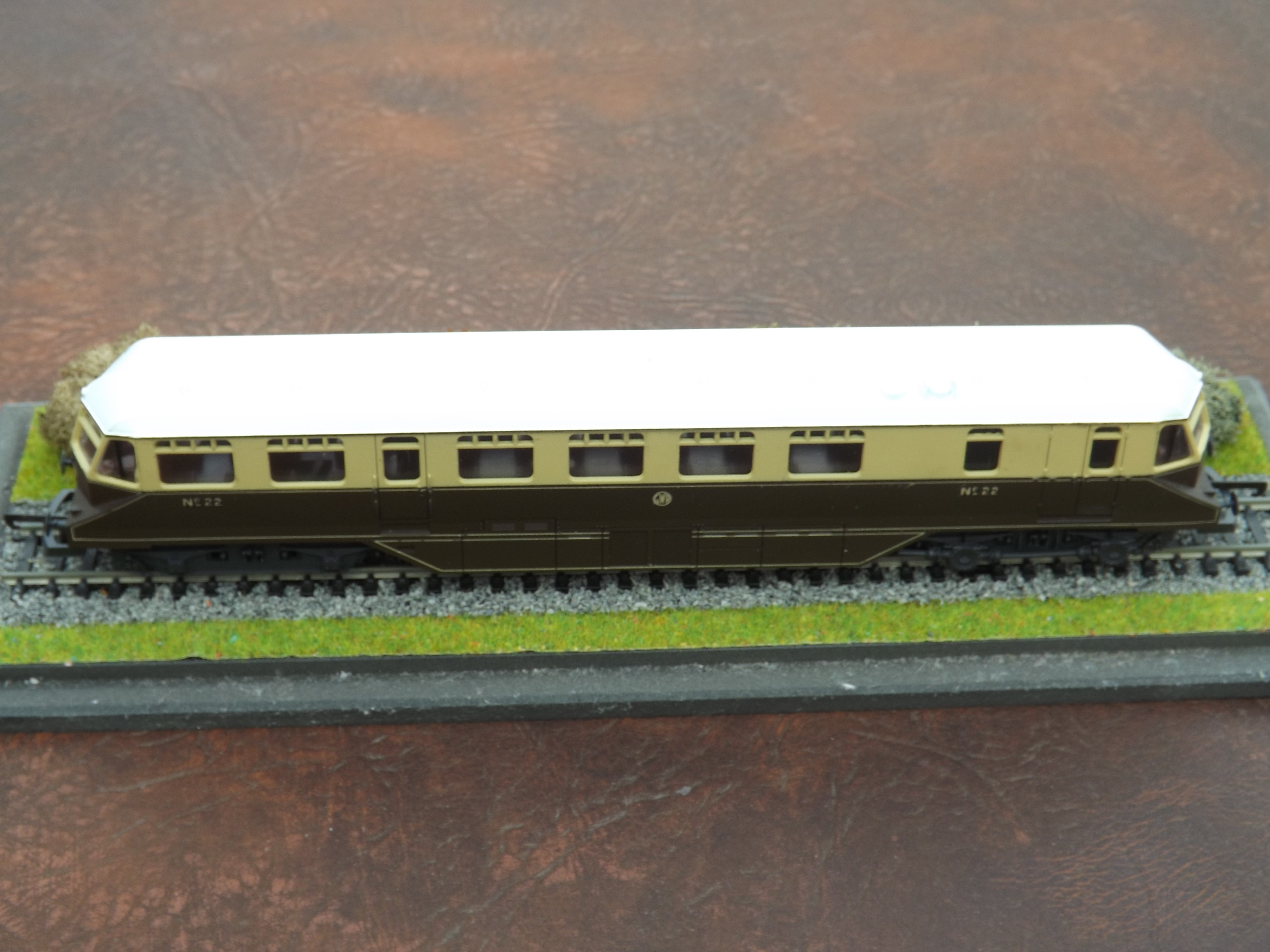
GWR AEC Diesel Railcar No.22.
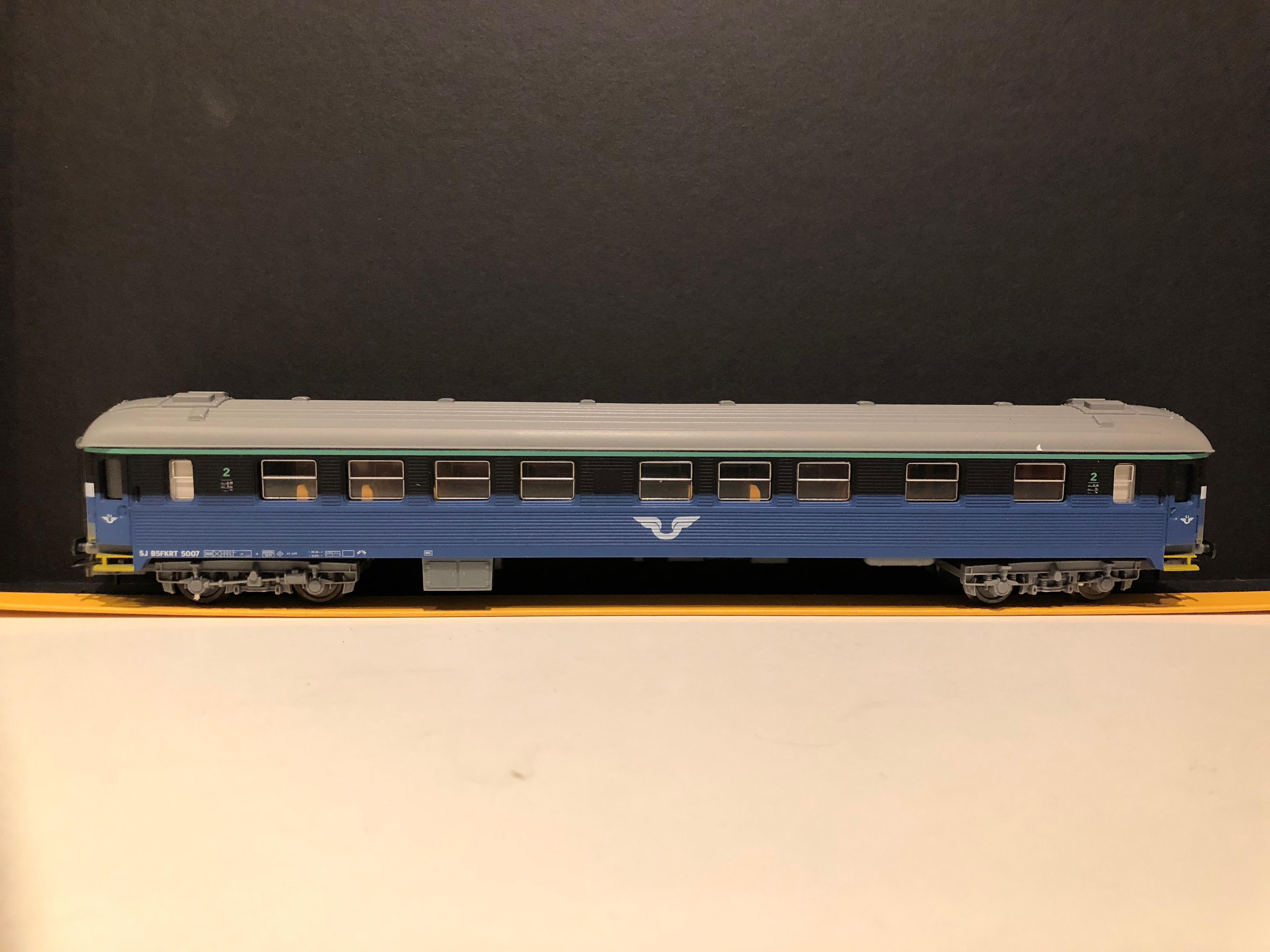
Lima H0 B5FKRT #5007 Coach(SJ)